# Жана-Тілецький сільський округ
Жана́-Тіле́цький сільський округ (каз. Жаңа Тілек ауылдық округі, рос. Жана-Тилекский сельский округ) — адміністративна одиниця у складі Урджарського району Абайської області Казахстану. Адміністративний центр — село Жана-Тілек.
Населення — 1529 осіб (2021; 1827 у 2009, 2099 у 1999, 2656 у 1989).
Станом на 1989 рік існувала Благодатненська сільська рада (села Тасарик, Южний) з центром у селі Южний. До 2007 року округ називався Благодатненським.

## Склад
До складу округу входять такі населені пункти:
| Населений пункт  | Старі назви | Населення, осіб (1989) | Населення, осіб (1999) | Населення, осіб (2009) | Населення, осіб (2021) |
| ---------------- | ----------- | ---------------------- | ---------------------- | ---------------------- | ---------------------- |
| Жана-Тілек, село | Южний, Южне | 2086                   | 1576                   | 1357                   | 1213                   |
| Тасарик, село    | -           | 570                    | 523                    | 470                    | 316                    |